# ガンナ・リザディノワ
ガンナ・セルゲーヴナ・リザディノワ（宇:  Ганна Сергіївна Різатдінова; 露: Анна Сергеевна Ризатдинова,1993年7月16日 - ）は、ウクライナの新体操選手である。シンフェロポリ出身。2013年世界選手権の個人総合銀メダリストであり、2013年世界選手権（キエフ）のフープで優勝、2014年世界選手権の個人総合銅メダリスト、 2014年ヨーロッパ選手権の個人総合銅メダリスト。2016年、リオデジャネイロオリンピックの個人総合で銅メダルを獲得した。　

## キャリア

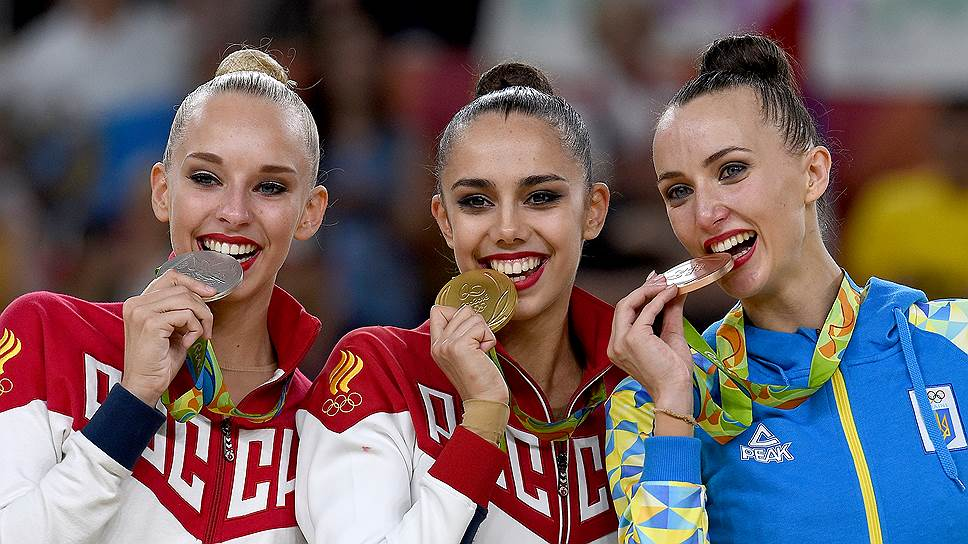
2016年リオ五輪表彰式にて（右）

5歳のときにシンフェロポリで新体操を始める。リザディノワの最初のコーチは元新体操選手の母オクサーナだった。　2008年にキエフで行われたジュニアワールドカップでは個人総合で銀メダルを獲得。同年トリノで開催されたヨーロッパジュニア選手権では、団体で銅メダルを取ったウクライナ代表チームのメンバーだった。
シニアでは2011年に世界選手権で団体銅メダルを獲得。2012年はロンドンオリンピックに出場した。（個人総合では10位だった。）
2016年、リオデジャネイロオリンピックの個人総合で銅メダルを獲得した　。
2017年現役を引退した。